# Rugby à sept à l'Universiade d'été de 2019
Navigation
Édition précédente
Les épreuves de rugby à sept à l'Universiade d'été de 2019 ont lieu au stade Ex Nato à Naples, du 5 au 7 juillet 2019. Elles sont organisées en tant que sport optionnel.
Les équipes masculine et féminine du Japon remportent la compétition, après avoir respectivement battu les équipes d'Afrique du Sud et de France.

## Stade

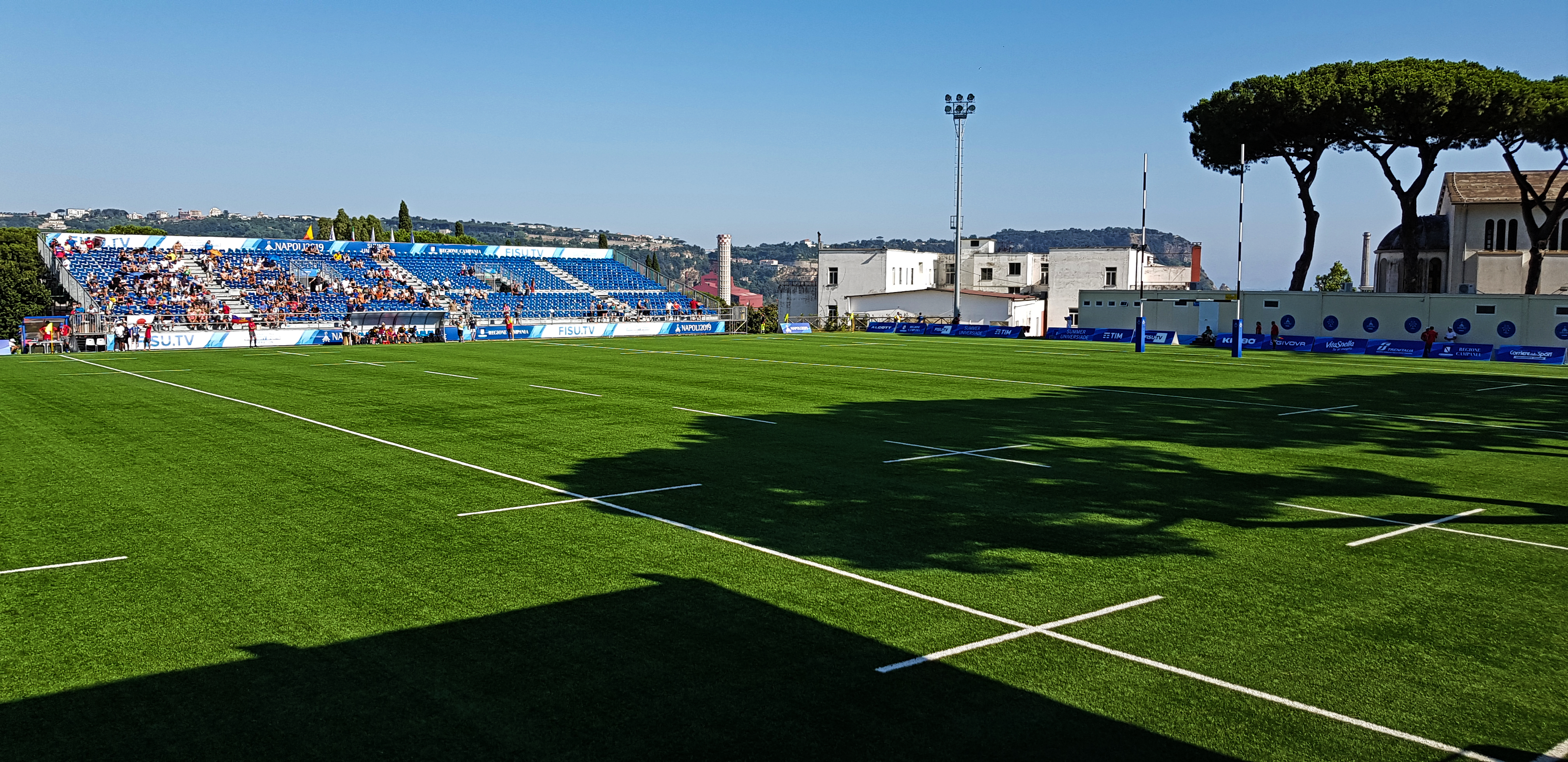
Enceinte du stade Ex NATO durant la compétition.

Les épreuves se déroulent au stade ex NATO, dans la ville de Naples.
Le site a été aménagé sur une ancienne base de l'OTAN du quartier de Bagnoli, afin d'accueillir les épreuves de rugby dans le cadre de l'Universiade,,.
Quatre autres stades sont quant à eux mis à disposition pour l'entraînement des joueurs : le Comunale Stadium de Boscotrecase, l'Albricci Stadium de Naples, le Moccia Stadium d'Afragola et le Pacevecchia Stadium de Bénévent.

## Équipes qualifiées
Seize équipes nationales sont qualifiées pour disputer chacun des tournois, représentant un total de neuf nations.

### Tournoi masculin
- Afrique du Sud
- Argentine
- Canada
- France
- Italie
- Japon
- Roumanie
- Russie

### Tournoi féminin
- Afrique du Sud
- Argentine
- Belgique
- Canada
- France
- Italie
- Japon
- Russie

## Résultats

### Tournoi masculin
Au terme de la compétition, le Japon remporte la médaille d'or contre l'Afrique du Sud.

### Tournoi féminin
Au terme de la compétition, le Japon remporte la médaille d'or contre la France.

## Podiums
| Événement        | Or    | Argent         | Bronze |
| ---------------- | ----- | -------------- | ------ |
| Tournoi masculin | Japon | Afrique du Sud | France |
| Tournoi féminin  | Japon | France         | Russie |

## Tableau des médailles
| Rang  | Nation         | Or | Argent | Bronze | Total |
| ----- | -------------- | -- | ------ | ------ | ----- |
| 1     | Japon          | 2  | 0      | 0      | 2     |
| 2     | France         | 0  | 1      | 1      | 2     |
| 3     | Afrique du Sud | 0  | 1      | 0      | 1     |
| 4     | Russie         | 0  | 0      | 1      | 1     |
| Total | Total          | 2  | 2      | 2      | 6     |